# Andrea Di Maggio
Andrea Di Maggio (Roma, 20 ottobre 1998) è un doppiatore italiano.

## Biografia
Nato a Roma il 20 ottobre 1998, si approccia al mondo del doppiaggio per la prima volta nel 2006, con il film In viaggio con Evie. Inizia contemporaneamente alla partecipazione in presa diretta di diverse pubblicità e sceneggiati, tra cui "Appartamento ad Atene" e "L'amore Strappato".
Nel 2015 vince il premio del pubblico "Le voci del cinema" per il portale "Doppiatori Italiani.com".

## Doppiaggio

### Film
- Asa Butterfield in Wolfman, Hugo Cabret, Ender's Game, Choose or Die, Slaughterhouse Rulez
- Dean-Charles Chapman in L'uomo sul treno - The Commuter, Blinded by the Light - Travolto dalla musica
- Kelvin Harrison Jr in Luce
- Charlie Tahan in Segui il tuo cuore
- Fergus Riordan in Ghost Rider - Spirito di vendetta
- Ferdia Walsh-Peelo in Sing Street
- Damian Hardung in Maxton Hall

- Dylan Riley Snyder in Perdona e dimentica
- Jack Bannon in The Imitation Game
- Jake Short in Sex Appeal
- Belmont Cameli in Ti giro intorno
- Dylan Sprayberry in L'uomo d'Acciaio
- Evan Bird in Maps to the Stars
- John Bell in La furia dei titani
- Skyler Gisondo in Come ti rovino le vacanze
- Gulliver McGrath in Dark Shadows
- Mason Cook in Spy Kids 4 - È tempo di eroi
- Bryce McDaniel in Contraband
- Travaris Meeks-Spears in Admission - Matricole dentro o fuori
- Alex Fitzalan in Slender Man
- Colin Baiocchi in Vi presento i nostri
- Grant Palmer II in Piccole canaglie alla riscossa
- Jesse Kuhn in Enter the Void
- Aramis Knight in Il cavaliere oscuro - Il ritorno
- Timothée Chalamet in Interstellar
- Jamarion Scott in Get on Up - La storia di James Brown
- Lucas Hedges in Il mondo di Arthur Newman
- Robert Capron in L'apprendista stregone
- Michael Og Lane in Un poliziotto da happy hour
- Max Antisell in The Answer Man
- Ian Soares in The Binge
- John D'Leo in Poliziotti fuori - Due sbirri a piede libero
- Oran Creagh in The Crush
- Zachary Gordon in Beverly Hills Chihuahua 2
- Logan Grove in Beverly Hills Chihuahua 3: Viva La Fiesta!
- Michael Ajao in Attack the Block - Invasione aliena
- Emjay Anthony in È complicato
- Chandler Canterbury in Repo Men
- Jonathan Morgan Heit in Notte folle a Manhattan
- Ryan Grantham in Supercuccioli a Natale - Alla ricerca di Zampa Natale
- Hardy Gatlin in Supercuccioli - Un'avventura da paura!
- Luke Denton in I Want to Be a Soldier
- Ivan Martin Salan in Le donne del 6º piano
- Yann Loubartière in Le nevi del Kilimangiaro
- Gaspard Gevin-Hié in L'anno che verrà
- Nicolas Lanza in Una verità dolorosa
- Daniel Cerezo in Zip & Zap e il club delle biglie
- Quirin Oettl in I fantastici 5 - Alla ricerca del tesoro perduto
- Sebastian Kronby in Piccole pesti vanno in guerra
- Erik Enge in Granchio nero
- Mohamed Idoudi in Io sono con te
- Park Jung-woo in 20th Century Girl
- Eros Vlahos in Anna Karenina
- Charlie Evans in Il mondo dietro di te
- Charles Henry Wyson in La mia fedele compagna
- Edvin Ryding in Una parte di te
- Jordan Mendoza in Fidanzata in affitto
- Will Harrison in A Complete Unknown
- Edvin Ryding in 28 anni dopo
- Diego Garisa in Viaggio di maturità: Mallorca

### Film d'animazione
- Le avventure del topino Despereaux
- L'era glaciale 3 - L'alba dei dinosauri - Piccolo dinosauro
- Beverly Hills Chihuahua 2 - Papy Jr.
- La collina dei papaveri - Riku Matsuzaki
- Le 5 Leggende - Claude
- Frankenweenie - Victor Frankenstein
- Dino e la macchina del tempo -Max
- La città incantata - Haku, (ediz. 2014)
- Boxtrolls - Le scatole magiche - Uovo
- Postino Pat - Il film - Julian Clifton

### Serie televisive
- Jake Short in Zeke e Luther, A.N.T. Farm - Accademia Nuovi Talenti, Mighty Med - Pronto soccorso eroi
- Asa Butterfield in Sex Education
- Adam DiMarco in The White Lotus
- Tanner Buchanan in Designated Survivor
- Keidrich Sellati in The Americans
- Max Burkholder in Parenthood
- Dylan Kingwell in Una serie di sfortunati eventi
- Mitchell Hoog in Bayside School (2020)
- Griffin Gluck in Private Practice (st. 5, ep. 6x01-04)
- Sage Ryan in The Protector
- George Sear in Love, Victor
- David Kronemberg in Detective Monk
- Jack Linden in The Killing
- Hunter Doohan in Mercoledì
- Quinton Lopez in The Closer
- Nathan Gamble in Private Practice
- Cole Jensen in The Defenders
- Keegan Holst in Big Love
- Michael May in One Tree Hill
- Andrew Miller in Grey's Anatomy
- Johnny Pemberton in I Feel Bad
- Jake Johnson in Cose da uomini
- Tucker Albrizzi in Buona fortuna Charlie
- Tyrel Jackson Williams in Coppia di Re
- Macauley Keeper in 3 mostri in famiglia
- Tim Braeutigam in La nostra amica Robbie
- Connor Mills in Il nostro amico Charly
- Philip Froissant in L'imperatrice
- Rio Vega in Stalk
- Luca Varsalona in Cercami a Parigi
- Juanjio Almeida in Toy Boy
- Lazar Dragojevic in Feria - La luce più oscura
- Emil Poulsen in Borgen - Il potere
- Malte Gårdinger in Young Royals
- Austin Abrams in Dash & Lily
- Tasei Kido in First Love
- Brian Altemus in Pretty Little Liars
- Harry Kirton in Peaky Blinders
- SteVonté Hart in Bel-Air
- Michelangelo Fortuzzi in Noi, i ragazzi dello zoo di Berlino
- Michael Ronda in Papás por encargo
- Caleb Lowell in Saint X
- Takumi Kitamura in Yu Yu Hakusho
- Jung Jae-kwang in The Trauma Code - Il turno degli eroi
- Elias Kacavas in Pretty Little Liars: Original Sin
- Dean-Charles Chapman in The Acolyte - La seguace

### Soap Opera e Telenovelas
- Marvin Jaacks in La strada per la felicità
- Nazareno Anton in Incorreggibili
- Michael Ronda in Soy Luna

### Serie animate
- Lloyd Garmadon in LEGO Ninjago e Ninjago: La rivolta dei draghi
- Darwin Watterson in Lo straordinario mondo di Gumball (st. 1x01-3x16)
- Barnabee in The Hive - La casa delle api
- Cacio in Il barbiere pasticciere
- Jake in Babar e le avventure di Badou
- Takeshi in Fresh Pretty Cure!
- Paco in Nouky & friends
- Morihito Otogi in Witch Watch
- Troll Mumin in Moominvalley[1]
- Appare Sorano in Appare-ranman!
- Hitohito Tadano in Komi Can’t Communicate
- Raiga in Uncle From Another World
- Cooper in LEGO DreamZzz
- Kaine in Mobile Suit Gundam GQuuuuuuX
- Thomas in Leviathan

### Audiolibri
- Dash e Lily (Dash), per l'editrice "Libri Vivi"
- Blackboys (Voce Narrante), di Gabriele Clima per l'editrice "Libri Vivi"

### Altre Attività
- Film: Appartamento ad Atene, regia di Ruggero Dipaola (2011)
- Serie: Fratelli detective, regia di Rossella Izzo (2010)
- Serie: L'amore Strappato, regia di Ricky Tognazzi (2019)
- MEDIA Voce narrante de “Il Grande Spettacolo dell’Acqua” al Parco di San Pietro a Monteverde (2015)

### Pubblicità
Spot Colgate
- Spot radiofonico "Nutella Mi Piaci" (2014)
- Spot radiofonico Decathlon (Natale 2015)
- Spot Coca Cola "A tavola con papà" (2016)
- Spot burro Latteria Soresina "Io ci credo" (2018)
- Spot attore protagonista Settimana Enigmistica "La camicia" (2018)

## Riconoscimenti
- 2015 – Premio "Premio del Pubblico" al presso "Le voci del Cinema" per la sua interpretazione nel film Ender's Game